# Roberto Saporiti
Roberto Marcos « Sapo » Saporiti (né le 11 avril 1939 à Buenos Aires en Argentine) est un ancien joueur et entraîneur de football argentin.

## Biographie

### Joueur
Saporiti commence sa carrière professionnelle dans un des clubs de sa ville natale, le Club Atlético Independiente en 1957. En 1960, il fit partie de l'effectif qui remporta le championnat argentin (Primera División Argentina).
En 1962, il part évoluer dans un club de division inférieure, le Club Atlético Lanús, et en 1963, il part rejoindre le Club Social, Deportivo y Cultural Español où il joue notamment aux côtés de Carlos Bilardo.
Saporiti eut ensuite une brève période en Uruguay au Racing Club de Montevideo avant de rentrer au pays en Argentine en 1971 pour évoluer au Club Atlético Platense, club avec qui il finit sa carrière.

#### Palmarès de joueur
| Saison | club          | Titre                      |
| ------ | ------------- | -------------------------- |
| 1960   | Independiente | Primera División Argentina |

### Entraîneur
Saporiti entreprend ensuite une carrière d'entraîneur, et est notamment connu pour avoir pris en charge de très nombreux clubs. Il reste célèbre pour avoir pris les rênes de l'Argentinos Juniors lors de leur premier titre de champion d'Argentine (Metropolitano) en 1984, puis entreprit ensuite plusieurs périodes à la tête du Talleres de Córdoba (1977–1979, 1988, 1995 et 2006), ainsi qu'au Loma Negra à la fin des années 1980 (plus grande période de succès de l'histoire du club). 
Il a également entraîné de nombreux autres clubs argentins tels que Chacarita Juniors, Rosario Central, San Lorenzo puis fut en intérim au Boca Juniors. Entre 2007 et 2008, il fut à la tête de l'Olimpo de Bahía Blanca.
Saporiti a également pris en charge l'Atlético Junior en Colombie et de nombreux clubs au Mexique tels que Veracruz, Atlante, UNAM Pumas, Necaxa, Tecos UAG et Puebla. 

#### Palmarès d'entraîneur
| Saison             | Club               | Titre                      |
| ------------------ | ------------------ | -------------------------- |
| Metropolitano 1984 | Argentinos Juniors | Primera División Argentina |